# Pacé (Orne)
Pacé település Franciaországban, Orne megyében. Lakosainak száma 411 fő (2022. január 1.). Pacé Condé-sur-Sarthe, Cuissai, La Ferrière-Bochard, Lonrai, Mieuxcé és Saint-Denis-sur-Sarthon községekkel határos.

## Népesség
A település népességének változása:
| Lakosok száma | 353  | 348  | 374  | 389  | 409  | 420  | 419  | 419  | 411  |
|               | 2013 | 2015 | 2016 | 2017 | 2018 | 2019 | 2020 | 2021 | 2022 |